# Токелау

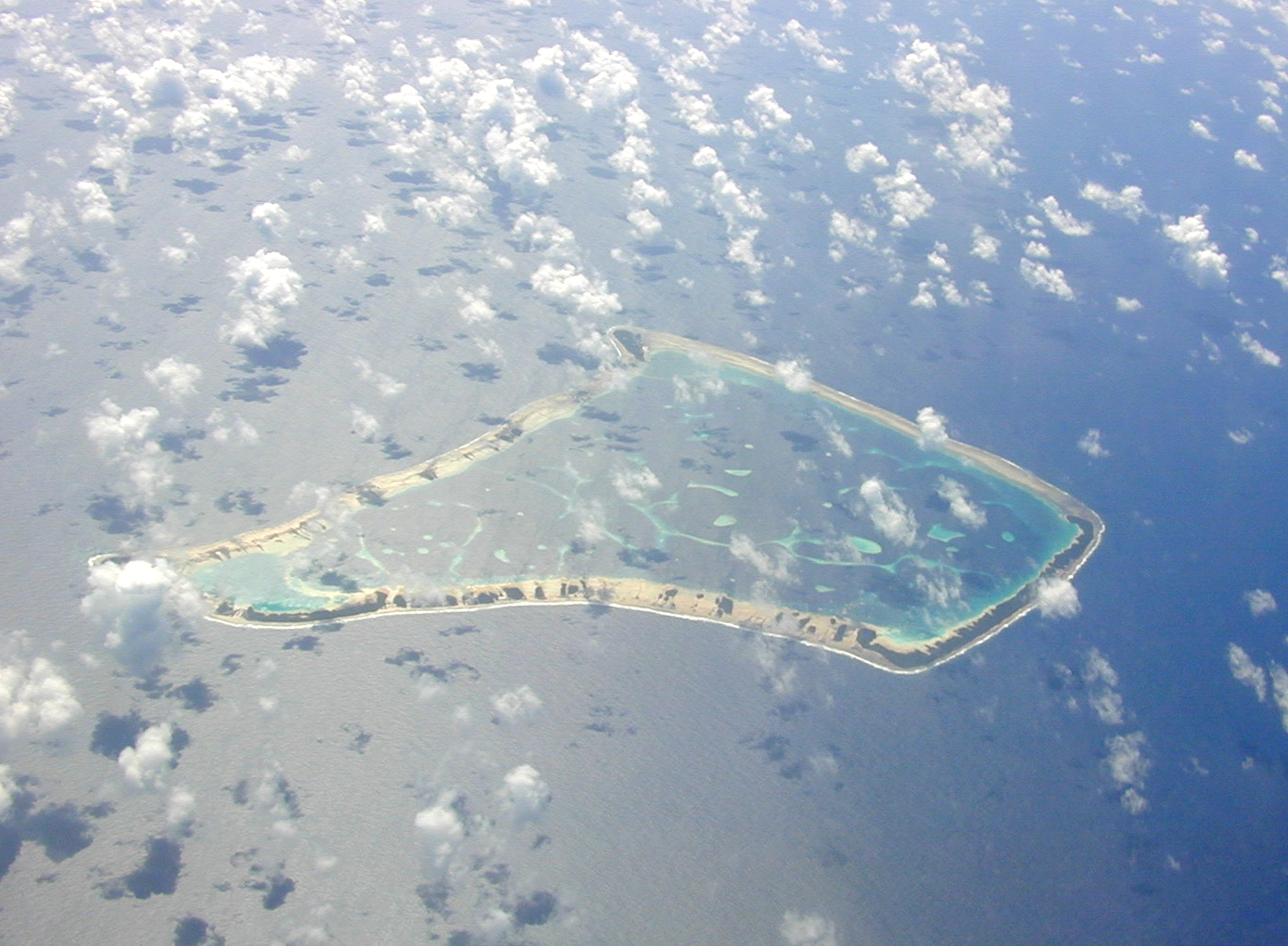
Атол Факаото з групи архіпелагу Токелау

9°7′5″ пд. ш. 171°51′38″ зх. д. / 9.11806° пд. ш. 171.86056° зх. д.
Токела́у (англ. Tokelau) — залежна територія під управлінням Нової Зеландії.
До складу Токелау входять три невеликі острови однойменного архіпелагу, розміщені в Тихому океані між Новою Зеландією і Гавайськими островами. Назва «Токелау» в перекладі з полінезійського означає «Північний вітер». Дана територія була названа «Об'єднані Острови», коли була відкрита європейськими дослідниками. Назва Токелау була прийнята у 1946 році, а офіційно затверджена 9 грудня 1976 року.

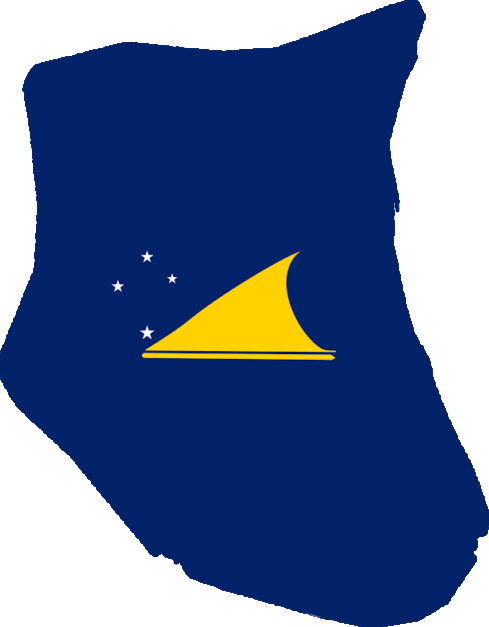
Територія регіону (з прапором)

## Географічні дані
| Атол     | Координати                                                            |
| -------- | --------------------------------------------------------------------- |
| Атафу    | 8°33′6″ пд. ш. 172°30′3″ зх. д. / 8.55167° пд. ш. 172.50083° зх. д.   |
| Нукунону | 9°10′6″ пд. ш. 171°48′35″ зх. д. / 9.16833° пд. ш. 171.80972° зх. д.  |
| Факаофо  | 9°21′55″ пд. ш. 171°12′54″ зх. д. / 9.36528° пд. ш. 171.21500° зх. д. |

## Історія
Токелау був заселений полінезійцями, що мігрували із сусідніх островів Океанії. У 1889 році острови Токелау опинилися під протекторатом Британії, у 1916 році британською колонією стали також острови Гілберта і Елліс. У 1925 році Британія передала острови під управлінням Нової Зеландії. У 1926—1948 роках території входили до складу Західного Самоа, також залежної території Нової Зеландії. Згідно з Актом 1948 року Токелау залишились у підпорядкуванні Новій Зеландії.
На острови Токелау претендували також США, які ще в 1925 році анексували острів Суейнс, що також входить до архіпелагу Токелау. У 1979 році був підписаний договір між Новою Зеландією і США (цей договір Нова Зеландія ратифікувала в 1981 році, а Сполучені Штати в 1983), в рамках якого Сполучені Штати визнають належність до Нової Зеландії трьох островів, що входять до складу нинішньої території Токелау, а Нова Зеландія визнає анексію американцями острова Суейнс. Утім, цей документ не визнає місцева влада Токелау, яка вважає Суейнс частиною Токелау, і тому він знаходиться у віданні Сполучених Штатів незаконно (у пропонованій конституції 2006 усі чотири атоли належать до території).
З 2002 влада Токелау сумісно з комітетом ООН з деколонізації і владою Нової Зеландії розробляли план зі створення незалежної держави на основі договору про співпрацю з Новою Зеландією. Парламент Токелау проголосував за незалежність, тоді як парламент Нової Зеландії і ООН відклали ухвалення рішення з цього питання до проведення референдуму серед населення островів.
15 лютого 2006 року відбувся референдум про надання широкої автономії островам (аналогічної до тієї, що мають новозеландські Острови Кука та Ніуе). Із 581 дійсного голосу 349 були за зміну статусу, і 232 проти, 3 голоси були визнані недійсними. Натомість для зміни статусу необхідно було набрати не менше 66 % голосів (тобто 384 голоси) і, таким чином, Токелау зберегло колишній статус несамокерованої території під зовнішнім управлінням.
Повторний референдум, проведений 20-24 жовтня 2007 року, незважаючи на вищу явку (було визнано 697 голосів дійсними та 5 недійсними) також не набрав необхідної більшості голосів, за ширшу автономію висловилося лише 446 виборців (64,4 %).

## Політичний устрій
Влада держави — Король Великої Британії Карл III, представлений адміністратором (у 2005 — Ніл Волтер (Neil Walter)).
Голова уряду (у 2005 — Піо Туя (англ. Pio Tuia)) очолює так звану раду Файпуле, до якої входять три виборні представники — по одному від кожного атолу. Рада виконує функції уряду.
Адміністратор призначається міністром закордонних справ і торгівлі Нової Зеландії, а голова уряду обирається з членів Ради на строк в один рік.
Законодавча влада належить однопалатному парламенту (45 місць) — головне Fono.
Парламент формується з членів Ради старійшин атолів (taupulega) 15 представників терміном — 3 роки.

## Адміністративно-територіальний поділ
Токелау поділяється на три атоли: Атафу, Нукунону та Факаофо. Кожен з них має однойменний адміністративний центр.
| № з/п                                             | Атол     | Адміністративний центр | Площа суші, км² | Площа лагуни, км² | Населення, осіб (2016-10-18)* | Густота, осіб/км² * |
| ------------------------------------------------- | -------- | ---------------------- | --------------- | ----------------- | ----------------------------- | ------------------- |
| 1                                                 | Атафу    | Атафу                  | 2,03            | 17                | 541 / 513                     | 266,50 / 252,71     |
| 2                                                 | Нукунону | Нукунону               | 5,46            | 98                | 452 / 381                     | 82,78 / 69,78       |
| 3                                                 | Факаофо  | Факаофо                | 2,63            | 50                | 506 / 391                     | 192,40 / 148,67     |
| Σ                                                 | Токелау  |                        | 10,12           | 165               | 1499 / 1285                   | 148,12 / 126,98     |
| Примітка: * Постійне населення / Наявне населення |          |                        |                 |                   |                               |                     |

## Населення
Чисельність населення — 1499 осіб (2016-10-18, перепис). Розмовляють місцевою мовою Токелау та англійською мовами.
Панівною релігією цих островів є християнство. Близько 63 % жителів острова — конгрегаціоналісти, католицизм сповідують 32 %. Інші конфесії — багаї (1 %), п'ятидесятники (1 %), та інші (3 %). Конгрегаціоналізм сповідують переважно жителі атола Атафу і значна частина населення Факаофо, жителі Нукунону є католиками.

## Економіка
До експортних товарів належать: марки, копра, домотканні і різьбленні вироби. Імпорт становить $ 300,000, до нього належать: харчі, будівельні матеріали і паливо з Нової Зеландії. Нова Зеландія також оплачує вартість медичних та освітніх послуг жителів островів. Місцеві галузі промисловості складаються з малих підприємств виробників копри, дерев'яних, плетених виробів, марок, місцевих монет, а також рибальської промисловості. Сільське господарство і тваринництво зосереджене на заготівлі кокосів, копри, плодів хлібного дерева, папаї, бананів, інжиру, розпло́ду свиней, домашньої птиці та кіз. Багато жителів Токелау проживають у Новій Зеландії й утримують свої сім'ї в Токелау за допомогою грошових переказів.
Жителі островів живуть з рибальства і туризму.
Токелау збільшили щорічний ВВП на 1 % завдяки продажу прав на використання доменного імені .tk. У вересні 2003 року атол Факаофо першим був увімкнений до швидкісної мережі інтернету. Даний проєкт був профінансований урядом Токелау, а також передбачав безоплатне використання власного доменного імені нерезидентами території за умови розміщення реклами островів.